# HD 111232 b
HD 111232 b és un planeta extrasolar que orbita a 2 ua de la seva estrella amb una massa de com a mínim 6,8 cops la de Júpiter. Aquest planeta va ser descobert a l'Observatori de La Silla per Michel Mayor fent servir l'espectrògraf CORALIE el 30 de juny del 2003, juntament amb els planetes HD 41004 Ab, HD 65216 b, HD 169830 c, HD 216770 b, HD 10647 b i HD 142415 b.